# Alexandria Perkins
Alexandria Perkins, född 27 juli 2000, är en australisk simmare.

## Karriär
I februari 2024 vid VM i Doha var Perkins en del av Australiens kapplag som tog silver på 4×100 meter frisim. Hon erhöll även guld på 4×100 meter medley samt silver på 4×100 meter mixed frisim och 4×100 meter mixed medley efter att ha simmat försöksheaten i samtliga grenarna där Australien sedermera tog medaljer i finalerna.